# Dagbok för alla mina fans
Dagbok för alla mina fans (Diary of a Wimpy Kid) är en amerikansk bokserie i dagboksform. Den skrivs helt av Jeff Kinney. Denna bok handlar om Gregory Heffley och hur han hanterar sin vardag.

## Böcker[1]
- Gregs bravader, 2008 (Diary of a Wimpy Kid, 2007)
- Rodrick regerar, 2009 (Rodrick Rules, 2008)
- Ett hopplöst fall, 2010 (The Last Straw, 2009)
- Usla utsikter, 2011 (Dog Days, 2009)
- The Wimpy Kid Movie Diary (2010, inte översatt)
- Den bistra sanningen, 2012 (The Ugly Truth, 2010)
- Mannys manöver, 2012 (Cabin Fever, 2011)
- Gör det själv-bok, 2013 (Diary of a Wimpy Kid Do-It-Yourself Book, 2008 & 2011)
- Femte hjulet, 2013 (The third wheel, 2012)
- Värre än vanligt, 2014 (Hard Luck, 2013)
- Det långa loppet, 2015 (The Long Haul, 2014)
- Helt ute, 2015 (Old School, 2015)
- Satsa allt, 2016 (Double Down, 2016)
- Fly fältet, 2017 (The Getaway, 2017)
- Filmdagbok för alla mina fans : så blev Det långa loppet film; övers. Johan Andreasson, 2017 (The wimpy kid movie diary : the next chapter, 2017)
- På hal is, 2018 (The Meltdown, 2018)
- På ny kula, 2019 (Wrecking Ball, 2019)
- Dagbok för alla superschyssta: Rowley Jeffersons loggbok, 2020 (Diary of an Awesome Friendly Kid: Rowley Jefferson's Journal, 2019)
- Inget flyt, 2020 (The deep end, 2020)
- Med i matchen, 2021 (Big Shot, 2021)
- Fullt ös, 2023 (Diper Överlöde, 2022)

De flesta böckerna i bokserien Dagbok för alla mina fans är översatta till svenska av Thomas Grundberg och Johan Andreasson och är utgivna av Bonnier Carlsen. Det amerikanska originalet är utgivet av förlaget Amulet Books.